# Parafia archikatedralna św. Jana Chrzciciela w Przemyślu
Parafia archikatedralna Świętego Jana Chrzciciela w Przemyślu – parafia greckokatolicka w Przemyślu, w dekanacie przemyskim archieparchii przemysko-warszawskiej. 

## Historia

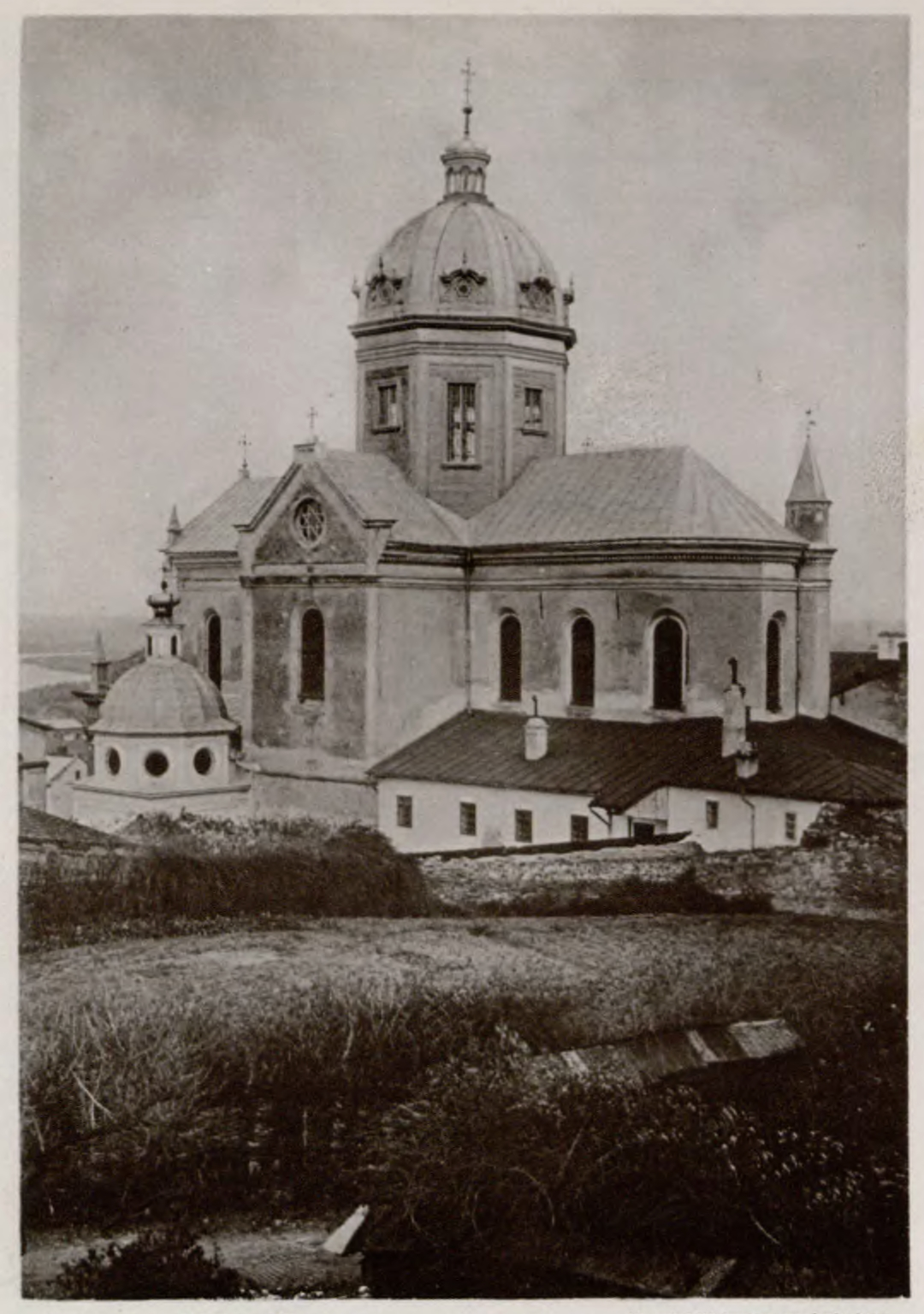
Katedra greckokatolicka, lata 80. XIX wieku

Parafia założona została w 1596, jako kontynuacja wcześniejszej parafii prawosławnej.
W XVIII wieku siedzibą parafii była drewniana cerkiew znajdująca się na placu przy ulicy Władycze. W drugiej połowie wieku podjęto decyzję o zburzeniu starej cerkwi, i budowie nowej, murowanej, w tym samym miejscu. Prace rozpoczęto w roku 1775, jednak w roku 1784 władze austriackie przejęły zarówno działkę, jak i zgromadzone fundusze. Do tego czasu ukończono tylko dzwonnicę planowanej cerkwi. W zamian władze austriackie oddały grekokatolikom zabudowania zlikwidowanego klasztoru karmelitów. Kościół karmelitów został wyświęcony na katedrę greckokatolicką 5 lipca 1785. Do parafii należały również 3 cerkwie filialne: na Błoniu, Przekopanej i Wilczu. 
Przy katedrze działało Greckokatolickie Seminarium Duchowne w Przemyślu (w 1912 przeniesione do własnego budynku), Instytut Diaków oraz Instytut Studiów Teologicznych.

## Proboszczowie
- Petro Nazarewycz (przed 1828-1837)
- Andrij Petrasewycz (1837-1847
- Teodor Łukaszewśkyj (1847, administrator)
- Hryhorij Hałećkyj (1847-1869)
- Iwan Ilnyćkyj (1869-1871, administrator)
- Wenedykt Litynskyj (1871-1885)
- Julian Kuiłowski (1885-1887)
- Myron Podolinśkyj (1887-1898)
- Iwan Stryjśkyj (1898-1900)
- Ołeksandr Zubryćkyj (1900-1912)
- Wasyl Łewyćkyj (1912- po 1918)
- Mychajło Mryc (1924-1925)
- Wołodymyr Gmytraszewycz (1925- po 1939)